# Melanotus christophi
Melanotus christophi là một loài bọ cánh cứng trong họ Elateridae. Loài này được Dolin & Gurjeva miêu tả khoa học năm 1994.